# Literárny týždenník
Literárny týždenník (česky Literární týdeník) je slovenský kulturně-společenský týdeník, který vznikl v roce 1988. Do roku 1990 Literárny týždenník vycházel jako časopis Svazu slovenských spisovatelů, od té doby vychází jako časopis Spolku slovenských spisovatelů.
Šéfredaktory v minulosti byli Vincent Šabík (1988–90), Ľuboš Jurík (1990–91), Pavel Števček (1991–95), Ján Majerník (1995–96), Peter Holka (1996–99), Jozef Bob (1999–2010), Pavol Janík (2010 – první pololetí 2013), Pavel Dinka (druhé pololetí 2013 –  pověřen sestavováním časopisu), Štefan Cifra (2014 – 2015), Pavel Dinka (2016 – 2018). V současnosti je šéfredaktorem Literárneho týždenníka Štefan Cifra, redakci tvoří Pavel Dinka, Dušan Mikolaj a Igor Válek. Předsedou redakční rady je Jaroslav Řezník, její členem také zakladatel časopisu Vincent Šabík. 
V zakládající redakci (1988 – 1990) působili jako redaktoři Peter Birčák, Miloslav Blahynka, Edmunt Hladký, Zuzana Jarošová, Ľuboš Jurík, Marcela Košťálová, Viktor Maťuga, Dana Podracká, František Sternmüller, Darina Šimečková, Blanka Šulavíková, Jozef Urban, Peter Valček.

## Logo a ideové poslání
Bezprostředně po vzniku Literárního týdeníku v roce 1988, už v jeho druhém čísle, redakce zveřejnila na titulní straně centrálně umístěnou kresbu košaté stromu - jako grafický symbol časopisu - a tím i naznačila dlouhodobou programovou podporu "ekologie obou významů: přírody i ducha" (zakládající šéfredaktor Vincent Šabík), komplexní pochopení slovenské společnosti, jejího života a bytí v celistvosti. Nová redakce v druhém pololetí 2013 deklarovala zájem vrátit časopis k jeho původnímu zaměření, a tak od prvního dvojčíslí roku 2014 strom uvedla do jeho hlavičky. Tím obnovila logo Literárního týdeníku, tvořené jeho názvem a grafickým symbolem stromu. V tomto roce od čísla 1 - 2/2016 redakce prezentuje v hlavičce novou kresbu stromu, kterou pro Literární týdeník vytvořil známý slovenský malíř a knižní ilustrátor Martin Kellenberger.
Strom v provedení je nejen košatý, ale i majestátní, s mohutným pevně zakořeněným kmenem, a plný života. Jelen symbolizuje ušlechtilé, spanilé zvíře považováno za krále lesů, sova uprostřed koruny stromu tradiční odvěký symbol moudrosti a zpěvní ptáci v jeho koruně symbol poezie i literární a umělecké tvořivosti. Strom v hlavičce časopisu tak symbolizuje úsilí redakce vytvořit z Literárního týdeníku médium, které bude cíleně formovat a kultivovat společenské - národní, občanské, sociální i ekologické - vědomí slovenské kulturní veřejnosti. Košatě se jí otevírat.